# Mount McCann
Mount McCann ist ein rund 700 m hoher Nunatak an der English-Küste des westantarktischen Ellsworthlands. Im westzentralen Teil der Snow-Nunatakker  ragt er zwischen dem Espenschied-Nunatak und Mount Thornton auf.
Wissenschaftler der United States Antarctic Service Expedition (1939–1941) entdeckten und fotografierten ihn. Das Advisory Committee on Antarctic Names benannte ihn 1968 nach Captain Kenneth Allan McCann (1913–1999), Kommandeur des Eisbrechers USNS Eltanin während der Antarktisfahrten zwischen 1965 und 1966.